# Epoletówka
Epoletówka, ara epoletowa, ara czerwonoramienna (Diopsittaca nobilis) – gatunek średniej wielkości ptaka z rodziny papugowatych (Psittacidae), zamieszkujący Amerykę Południową. Jedyny przedstawiciel rodzaju Diopsittaca. Jest to najmniejszy gatunek ar. Nie jest zagrożony. Dość pospolity w hodowli.

## Podgatunki i obszar występowania

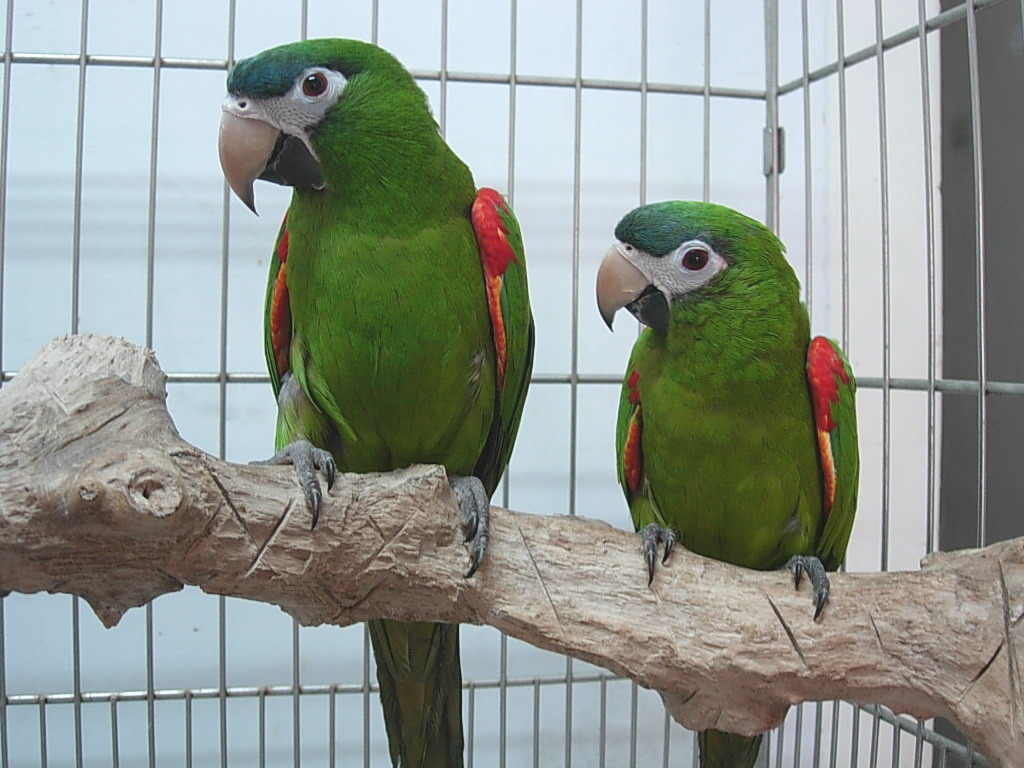
Epoletówki jasnodziobe (D. nobilis cumanensis)

Zazwyczaj wyróżnia się 3 podgatunki D. nobilis:
- epoletówka, epoletówka zwyczajna[4] (D. n. nobilis) (Linnaeus, 1758) – wschodnia Wenezuela, region Gujana, północna Brazylia;
- epoletówka jasnodzioba[4] (D. n. cumanensis) (Lichtenstein, MHK, 1823) – południowa Amazonia;
- D. n. longipennis Neumann, 1931 – środkowa i południowa Brazylia, północno-wschodnia Boliwia, południowo-wschodnie Peru.

Podgatunki cumanensis i longipennis są niekiedy wydzielane do osobnego gatunku Diopsittaca cumanensis, takie ujęcie systematyczne stosuje m.in. IUCN.

## Morfologia
Epoletówka mierzy około 30 cm długości oraz waży od 130 do 170 g. Brak widocznego dymorfizmu płciowego. W upierzeniu dominuje zielony. Czoło jest niebieskie, ramiona czerwone. Oczy są pomarańczowe, a ich otoczenie pozbawione piór oraz jest widoczna biała skóra. Podgatunek nominatywny dziób ma ciemny, a pozostałe podgatunki mają jasną górną część dzioba. Młode są podobne do dorosłych, mają mniej czerwonego na skrzydłach, a czoło jest zielone.

## Ekologia i zachowanie
Środowisko
Gatunek ten zamieszkuje lasy deszczowe, sawanny, plantacje. Zamieszkuje tereny do 1400 m n.p.m.
Zachowanie, rozród

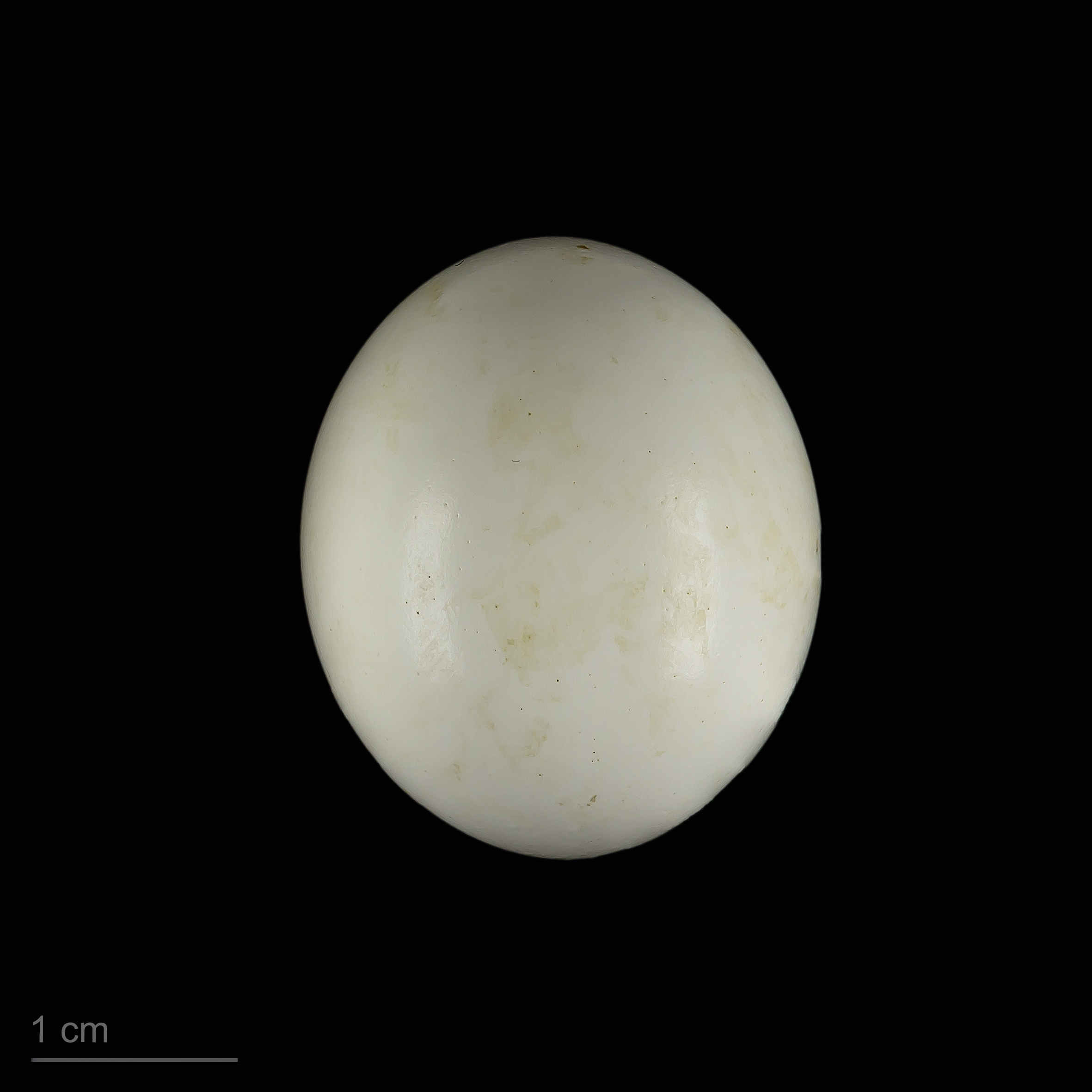
Jajo epoletówki z kolekcji muzealnej

Ary epoletowe są towarzyskie i ciekawskie. Poza sezonem lęgowym tworzą duże stada, czasami razem z arami żółtolicymi (Orthopsittaca manilatus). Gniazduje w zagłębieniach drzew oraz w nadrzewnych gniazdach termitów. Samica składa tam 2–5 jaj oraz wysiaduje je przez 24 dni.

## Status
Międzynarodowa Unia Ochrony Przyrody (IUCN) traktuje epoletówkę jasnodziobą jako oddzielny gatunek Diopsittaca cumanensis. Oba te taksony (D. nobilis i D. cumanensis) posiadają status gatunku najmniejszej troski (LC – Least Concern). Populacja uznawana jest przez BirdLife International za stabilną. Zagrożeniem dla epoletówek jest handel dzikimi ptakami.
Gatunek ten jest ujęty w II załączniku konwencji waszyngtońskiej (CITES).